# 세르게이 알리피렌코
세르게이 겐나디예비치 알리피렌코(러시아어: Серге́й Генна́дьевич Алифиренко, 1959년 1월 21일~)는 러시아의 사격 선수, 지도자로 주 종목은 속사권총이다. 41세의 나이로 2000년 하계 올림픽 남자 속사권총에서 금메달을 획득했으며, 러시아 최고령 올림픽 금메달리스트가 되었다. 이후 2004년 하계 올림픽 속사 권총 종목에서 동메달을 획득했다. 